# Viviana Serna
Viviana Serna (née Viviana Serna Ramirez le 26 août 1990 à Cali) est une actrice et animatrice colombienne. Elle est basée à Miami en Floride.  

## Biographie
Elle a vécu en Arménie, à Mexico, à Palo Alto en Californie et à Bogota. C'est là qu'à partir de 2008 elle a poursuivi ses études de comédienne, de danse et de peinture qu'elle avait entamées en Arménie.
En parallèle de ses études, elle a obtenu un diplôme de Dessin à l'Université des Andes.
Elle a participé à différentes séries télévisées, telenovelas, pièces de théâtre et à divers courts-métrages et longs métrages.
Elle a partagé les premiers rôles avec de grands acteurs et a travaillé sous la direction de réalisateurs connus.
De 2012 à 2014, elle vit une relation amoureuse stable avec l'acteur Julián Gil, qui jouait le rôle de son père dans la telenovela ¿Quién eres tú? (Doubles Jeux en français). 

## Filmographie

### Telenovelas
- 2010 : Niñas mal
- 2011 : Confidencial : Patricia
- 2011 : La Bruja (Caracol TV) : Solita
- 2012 : Doubles Jeux (¿Quién eres tú?) : Gabriela Esquivel[2]
- 2012 : La Ruta Blanca : Janeth[3]
- 2012 : Pablo Escobar, le patron du mal (Escobar, el patron del mal) (Telemundo) : Paty (jeune)
- 2013 : La ronca de oro (Canal Caracol) : Cecilia Hincapié[4]
- 2014 : La viuda negra (RTI pour Televisa) : Karla Otalvaro
- 2014 : Señora Acero (Telemundo) : Lupita[5]
- 2016 : Por siempre Joan Sebastian (Univision / Televisa) : Nora / La Palomita
- 2016 : Entre correr y vivir (Azteca 7) : Conchita Rodríguez
- 2016 : 40 y 20 (Las Estrellas / Blim) : Martha
- 2017 : Drunk History: El lado borroso de la historia (Comedy central) : Manuelita Saenz
- 2017 : Guerra de ídolos (Telemundo / Estudios TeleMéxico) : Belinda Guerrero
- 2020 : Narcos: Mexico (Netflix) : Guadalupe Palma

### Films
- Entrevista con la Muerte
- La Magdalena (studio Babel)
- El cuervo y el zorro
- 2016 : Between Sea and Land de Manolo Cruz et Carlos del Castillo :

### Émissions
- 2006 : Le programme 6 Grados Club : présentatrice
- 2010 : Festival ibéroaméricain de théâtre (Web TV) : présentatrice
- 2011 : Festival "Me Gusta" (Ensamble TV, Casa Ensamble) : présentatrice

## Théâtre
- Me importa un clown : 1re et 2e saisons